# Тогон (сын Хубилая)
Тогон, Туган (монг. Тогоон; кит. 脫歡; ? — 1301) — князь (ван) Чжэньнань, монгольский царевич, девятый сын монгольского хана Хубилая, основателя китайской династии Юань.

## Биография
Девятый сын Хубилай-хана, внук Тулуя и правнук Чингисхана. Он был удостоен титула принца Чжэннань (鎮南王) и переехал со своим двором в Эчжоу (современная провинция Хубэй) в 1284 году.
В следующем 1285 году по приказу Хубилая царевич Туган возглавил военную экспедицию против государства Тямпа (современный Вьетнам). Под командованием Тогона в Южном Китае было собрана 500-тысячная армия. Тогон потребовал от правителя Дайвьета, Чан Нян-тонга, пропустить монгольские войска через территорию Дайвьета. В случае успеха монгольские войска подошли бы к Тямпе как с юга, так и севера. Вьетнамский правитель Чан Тхань-тонг отказался пропускать монгольские войска через свои владения и снабжать их провизией. Тогда Тогон вторгся в Дайвьет. Вначале монголы одержали ряд побед и в июне 1285 года захватили Тханглонг, столицу Дайвьета. Чан Тхань-тонг, чтобы замедлить продвижение монгольской армии, предложил Тогону взять в жену свою дочь, принцессу Ан Ту. Вьетнамский военачальник Чан Хынг Дао, собрав 150-тысячное войско, нанес монголам ряд поражений. Тогон вынужден был отступить из Вьетнама в провинцию Хугуан.
В декабре 1287 года принц Тогон возглавил вторую военную кампанию против Дайвьета. Монгольский флот был разгромлен Чан Хынг Дао в устье реки Батьданг. В начале 1288 года монгольские войска Тогона во второй раз захватили Тханглонг, столицу Дайвьета, но это не принесло им победы. Тогон вынужден был начать отступление в Китай, но по пути, в Лангшоне, потерпел новое поражение от вьетнамцев. После двух неудач Тогон лишился расположения своего отца Хубилая.
В 1291 году Тогон перебрался в Янчжоу, где и скончался через десять лет. У него было шесть сыновей.